# Sofia di Pomerania-Stolp
Sofia di Pomerania-Stolp (1435 – 24 agosto 1497) è stata una duchessa di Pomerania-Stolp, e moglie di Eric II, duca di Pomerania.

## Biografia

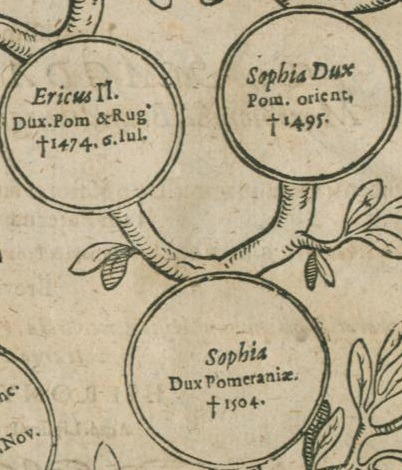
Tabulae Genealogicae 1607, Sofia di Pomerania

Era figlia di Boghislao IX, duca di Pomerania-Stolp e di Maria, figlia del duca Siemowit IV di Masovia e sorella di Cimburga. Era inoltre prima cugina dell'imperatore Federico III.
Nel 1446 suo padre morì e gli succedette suo cugino, Eric di Pomerania, ex re di Danimarca, Norvegia e Svezia. Sofia divenne l'erede della fortuna privata di Eric di Pomerania.
Nel 1451 sposò Eric di Pomerania-Wolgast, rendendolo così erede di tutti i territori di Eric di Pomerania, mentre Sofia rimase l'erede della sua fortuna privata: in quello stesso anno era deceduta, vittima di un'epidemia di peste imperversante in Pomerania, Alessandra, l'unica sorella di Sofia giunta all'età adulta.
Alla morte di Eric di Pomerania nel 1459, il marito di Sofia riunì la Pomerania unificando i suoi territori con quelli di Pomerania-Stolp e di Pomerania-Rügenwalde ottenuti tramite il suo matrimonio, mentre la moglie divenne unica erede della vasta fortuna ottenuta da Eric di Pomerania dai suoi ex regni in Scandinavia, così come quella da lui acquisita con la sua attività di pirateria sull'isola di Gotland.
Avendo Eric rifiutato alla consorte, che pure se ne sentiva autorizzata, l'esercizio di qualsivoglia potere sui territori che pure aveva acquisito tramite lei, la coppia si separò.
Sofia si trasferì nel castello di Rügenwalde con i suoi figli e il suo amante Hans Maszerski. Nel 1470, si rifiutò di finanziare la guerra del marito con il Brandeburgo. Rimase vedova nel 1474.
Secondo un'antica leggenda, Sofia avvelenò i figli Vartislao e Casimiro, ma quando tentò di avvelenare con un panino suo figlio Boghislao, egli fu avvertito dal suo giullare. Il panino fu dato ad un cane, che morì, e ciò costrinse Sofia a fuggire a Danzica.

## Discendenza
Sofia ed Eric ebbero i seguenti figli:
- Boghislao, duca di Pomerania dal 1474 al 1523 con il nome di Boghislao X;
- Casimiro (1455 circa – 1474);
- Vartislao (dopo il 1465 – 1475);
- Barnim (dopo il 1465 – 1474);
- Elisabetta († 1516), priora del convento femminile di Verchen;
- Sofia (1460-1504), sposò il duca Magnus II di Meclemburgo-Schwerin;
- Margherita († 1526), sposò il duca Balthasar di Meclemburgo (1451–1507), amministratore del principato vescovile di Hildesheim e Schwerin;
- Caterina (1465, sposò il duca Enrico IV di Brunswick-Lüneburg (1463–1514), principe di Wolfenbüttel;
- Maria († 1512), badessa a Wollin.

## Ascendenza
|                                                              |                               |                                        | Genitori                                 |  |  | Nonni |  |  | Bisnonni                             |  |  | Trisnonni                               |  |
|                                                              |                               |                                        |                                          |  |  |       |  |  | Boghislao V, duca di Pomerania-Stolp |  |  | Wartislao IV, duca di Pomerania-Wolgast |  |
|                                                              |                               |                                        |                                          |  |  |       |  |  | Boghislao V, duca di Pomerania-Stolp |  |  | Wartislao IV, duca di Pomerania-Wolgast |  |
|                                                              |                               | Elisabetta di Lindow-Ruppin            |                                          |  |  |       |  |  | Boghislao V, duca di Pomerania-Stolp |  |  |                                         |  |
| Boghislao VIII, duca di Pomerania-Stolp e Pomerania-Stargard |                               |                                        |                                          |  |  |       |  |  | Boghislao V, duca di Pomerania-Stolp |  |  |                                         |  |
|                                                              |                               | Adelaide di Brunswick-Grubenhagen      | Ernesto I, duca di Brunswick-Grubenhagen |  |  |       |  |  |                                      |  |  |                                         |  |
|                                                              |                               | Adelaide di Brunswick-Grubenhagen      | Ernesto I, duca di Brunswick-Grubenhagen |  |  |       |  |  |                                      |  |  |                                         |  |
|                                                              |                               | Adelaide di Brunswick-Grubenhagen      | Adelaide di Everstein-Polle              |  |  |       |  |  |                                      |  |  |                                         |  |
| Boghislao IX, duca di Pomerania-Stolp e Pomerania-Stargard   |                               | Adelaide di Brunswick-Grubenhagen      |                                          |  |  |       |  |  |                                      |  |  |                                         |  |
|                                                              |                               | Enrico II, conte di Holstein-Rendsburg | Gerardo III, conte di Holstein-Rendsburg |  |  |       |  |  |                                      |  |  |                                         |  |
|                                                              |                               | Enrico II, conte di Holstein-Rendsburg | Gerardo III, conte di Holstein-Rendsburg |  |  |       |  |  |                                      |  |  |                                         |  |
|                                                              |                               | Enrico II, conte di Holstein-Rendsburg | Sofia di Werle                           |  |  |       |  |  |                                      |  |  |                                         |  |
| Sofia di Holstein-Rendsburg                                  |                               | Enrico II, conte di Holstein-Rendsburg |                                          |  |  |       |  |  |                                      |  |  |                                         |  |
|                                                              |                               | Ingeborg di Meclemburgo-Schwerin       | Alberto II, duca di Meclemburgo-Schwerin |  |  |       |  |  |                                      |  |  |                                         |  |
|                                                              |                               | Ingeborg di Meclemburgo-Schwerin       | Alberto II, duca di Meclemburgo-Schwerin |  |  |       |  |  |                                      |  |  |                                         |  |
|                                                              |                               | Ingeborg di Meclemburgo-Schwerin       | Eufemia di Svezia                        |  |  |       |  |  |                                      |  |  |                                         |  |
| Sofia di Pomerania-Stolp                                     |                               | Ingeborg di Meclemburgo-Schwerin       |                                          |  |  |       |  |  |                                      |  |  |                                         |  |
|                                                              | Siemowit III, duca di Masovia | Trojden I, duca di Masovia             |                                          |  |  |       |  |  |                                      |  |  |                                         |  |
|                                                              | Siemowit III, duca di Masovia | Trojden I, duca di Masovia             |                                          |  |  |       |  |  |                                      |  |  |                                         |  |
|                                                              | Siemowit III, duca di Masovia | Maria di Galizia                       |                                          |  |  |       |  |  |                                      |  |  |                                         |  |
| Siemowit IV, duca di Masovia                                 | Siemowit III, duca di Masovia |                                        |                                          |  |  |       |  |  |                                      |  |  |                                         |  |
|                                                              |                               | Eufemia di Opava                       | Nicola II, duca di Opava                 |  |  |       |  |  |                                      |  |  |                                         |  |
|                                                              |                               | Eufemia di Opava                       | Nicola II, duca di Opava                 |  |  |       |  |  |                                      |  |  |                                         |  |
|                                                              |                               | Eufemia di Opava                       | Anna di Racibórz                         |  |  |       |  |  |                                      |  |  |                                         |  |
| Maria di Masovia                                             |                               | Eufemia di Opava                       |                                          |  |  |       |  |  |                                      |  |  |                                         |  |
|                                                              |                               | Algirdas, granduca di Lituania         | Gediminas, granduca di Lituania          |  |  |       |  |  |                                      |  |  |                                         |  |
|                                                              |                               | Algirdas, granduca di Lituania         | Gediminas, granduca di Lituania          |  |  |       |  |  |                                      |  |  |                                         |  |
|                                                              |                               | Algirdas, granduca di Lituania         | Jewna di Polack                          |  |  |       |  |  |                                      |  |  |                                         |  |
| Alessandra di Lituania                                       |                               | Algirdas, granduca di Lituania         |                                          |  |  |       |  |  |                                      |  |  |                                         |  |
|                                                              |                               | Uliana di Tver'                        | Alessandro I, gran principe di Tver'     |  |  |       |  |  |                                      |  |  |                                         |  |
|                                                              |                               | Uliana di Tver'                        | Alessandro I, gran principe di Tver'     |  |  |       |  |  |                                      |  |  |                                         |  |
|                                                              |                               | Uliana di Tver'                        | Anastasia di Galizia                     |  |  |       |  |  |                                      |  |  |                                         |  |
|                                                              |                               | Uliana di Tver'                        |                                          |  |  |       |  |  |                                      |  |  |                                         |  |